# La Roulotte (Montréal)
Pour les articles homonymes, voir Roulotte (homonymie).
La Roulotte est un théâtre ambulant en plein air présentant des spectacles pour enfants dans les parcs de Montréal.

## Histoire
Née en 1953, la Roulotte est le fruit d'une collaboration entre Paul Buissonneau, comédien et chanteur français, ancien membre des Compagnons de la chanson, installé au Québec au début des années 1950, et Claude Robillard, directeur du service des parcs à la Ville de Montréal. 
À l'origine du projet, Claude Robillard a comme idée d'inciter les enfants à chanter et s'exprimer sur une scène ambulante, constituée par un camion aménagé. Paul Buissonneau, initialement engagé comme régisseur, convainc Robillard d'utiliser la Roulotte pour donner des spectacles gratuits dans les parcs, grâce à une troupe dont il prend la direction. Les spectacles présentés sont souvent adaptés de contes classiques (Pierre et le Loup, Contes des mille et une nuits, etc.) ou de personnages historiques (le roi Dagobert, Barbe-Bleue, etc.). Ils prennent la forme de pièces, de sketchs, de mimes, etc. Le camion se déplace de parc en parc pendant tout l'été, offrant ainsi aux enfants désœuvrés une activité culturelle alors inconnue.
Paul Buissonneau dirige la Roulotte jusqu'en 1984, mais celle-ci a poursuivi ses tournées estivales. Elle est dès lors gérée conjointement par la Ville de Montréal, l'école nationale de théâtre du Canada et le Conservatoire d'art dramatique de Montréal.
La Roulotte est finalement désaffectée en 1992 et vendue aux enchères. Abandonnée sur le terrain de Paul Buissonneau pendant des années, elle a été récupérée par la Ville de St-Gabriel, qui en  a assuré la restauration. Elle a repris du service dans cette ville en 2013 et se trouve aujourd'hui (2024) sur le terrain de la plage municipale de St-Gabriel.

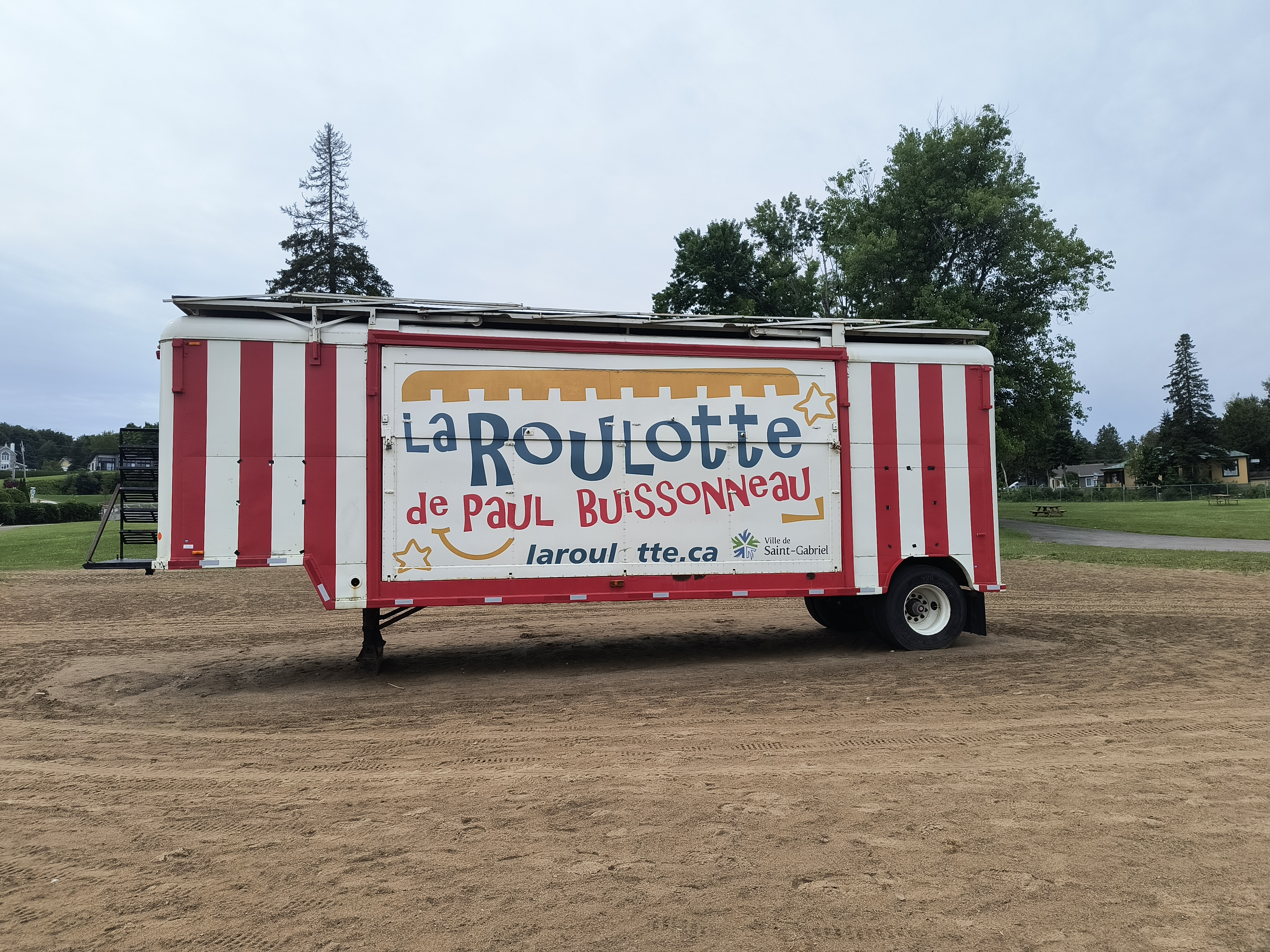
La Roulotte sur la plage de la Ville de St-Gabriel (2024).

## Comédiens
La Roulotte a compté dans ses rangs des comédiens devenus célèbres par la suite, comme Marcel Sabourin, Jean-Louis Millette, Clémence DesRochers, Yvon Deschamps, Mirielle Lachance, Carmen Tremblay, Élizabeth Chouvalidzé, Julien Poulin, Robert Charlebois, Marie Eykel, etc.
François Barbeau y a commencé sa carrière de costumier de théâtre.